# Finniss Conservation Park
Finniss Conservation Park är en park i Australien. Den ligger i delstaten South Australia, omkring 44 kilometer söder om delstatshuvudstaden Adelaide.
Närmaste större samhälle är McLaren Vale, omkring 18 kilometer nordväst om Finniss Conservation Park. 
Trakten runt Finniss Conservation Park består till största delen av jordbruksmark. Runt Finniss Conservation Park är det glesbefolkat, med 12 invånare per kvadratkilometer. Genomsnittlig årsnederbörd är 729 millimeter. Den regnigaste månaden är juni, med i genomsnitt 133 mm nederbörd, och den torraste är december, med 21 mm nederbörd.